# Processus pyramidal de l'os palatin
Le processus pyramidal de l'os palatin (ou apophyse pyramidale du palatin) est une saillie en forme de pyramide triangulaire. Il se projette vers l'arrière et latéralement à partir de la jonction des lames horizontale et perpendiculaire de l'os palatin.
Sa  face postérieure est une zone lisse et triangulaire, limitée de part et d'autre par un sillon articulaire rugueux. Le sillon s'articule avec les lames du processus ptérygoïde. La zone intermédiaire rainurée complète la partie inférieure de la fosse ptérygoïde et donne origine à quelques fibres du muscle ptérygoïdien médial.
La partie antérieure de la face latérale est rugueuse et s'articule avec l'éminence du maxillaire. Sa partie postérieure est constituée d'une zone triangulaire lisse qui apparaît entre l'éminence du maxillaire et la partie inférieure de la lame latérale du processus ptérygoïde, et complète la partie inférieure de la fosse infra-temporale.
À la base du processus pyramidal, près de son union avec la partie horizontale, se trouvent les petits foramens palatins pour le passage des nerfs petits palatins.

## Galerie

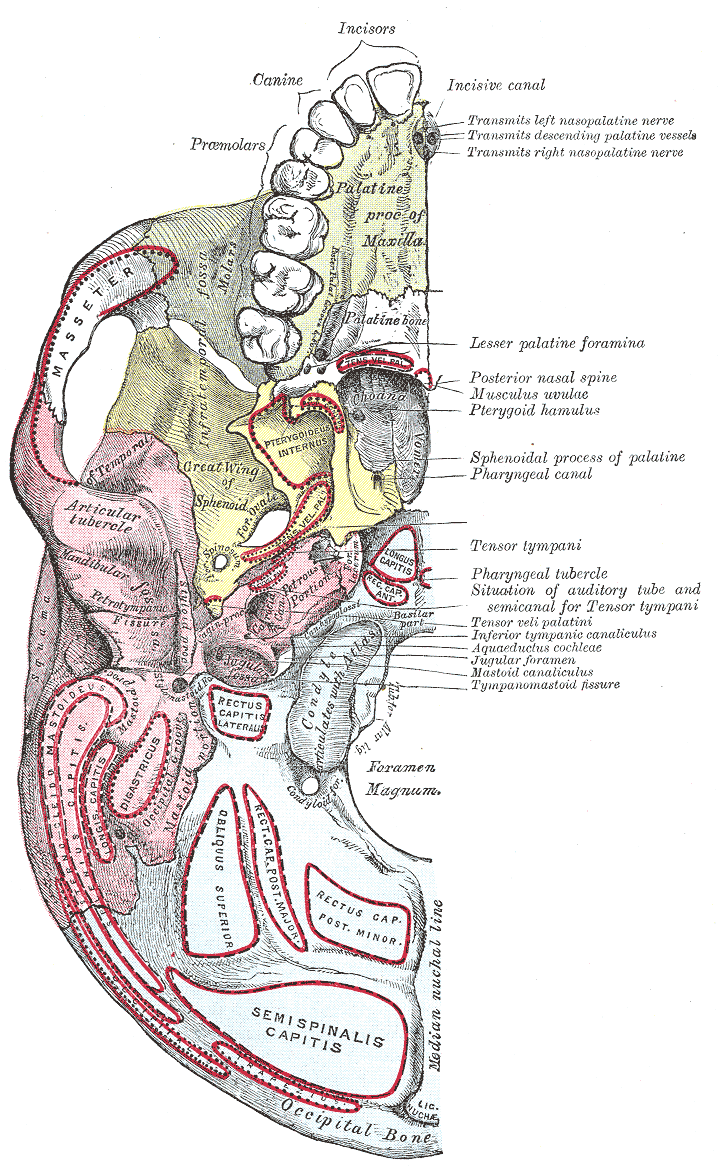
Base du crâne. Surface inférieure.